# Selandia-Klasse
Die Selandia-Klasse bestand aus den beiden Containerschiffen Selandia und Jutlandia. Beide wurden 1972 für die Reederei Det Østasiatiske Kompagni (EAC) gebaut und zählten beim Bau zu den schnellsten Frachtschiffen weltweit. Seit 1994 sind beide Bestandteil der Flotte des US Military Sealift Command.

## Geschichte

### ScanDutch Service
1971 gründeten die drei skandinavischen Reedereien Det Østasiatiske Kompagni aus Kopenhagen, Svenska Ostasiatiska Kompaniet in Göteborg und Wilh. Wilhelmsen in Oslo die Scanservice-Gruppe, um einen Europa-Fernost Containerdienst mit 15-tägigen Abfahrten vom Basishafen Göteborg anzubieten. Sie bestellten die vier gleichwertig großen und sehr schnellen Containerschiffe Selandia und Jutlandia (EAC), Nihon (SEA), und Toyama (Wilhelmsen). Kurz darauf trat die niederländische Reederei Nedlloyd mit den beiden Schiffen Nedlloyd Delft und Nedlloyd Dejima der Gruppe bei, woraufhin diese in ScanDutch umbenannt wurde. Zusammen investierten die Reedereien des in Kopenhagen angesiedelten ScanDutch Service Pools für dieses Bauprogramm von über 700.000 tdw, 250 Millionen US-Dollar, zu denen weitere 35 Millionen Dollar für den Ankauf von Container kamen. Im Jahr 1973 gliederte sich noch die französische Reederei Messageries Maritimes mit ihrer Korrigan ein und 1977 stieß noch die malaysische Reederei Malaysian International Shipping Corporation (MISC) hinzu.

### Bau und Einsatzzeit
Geordert wurden die Selandia und Jutlandia 1971 von der Kopenhagener Reederei Det Østasiatiske Kompagni (The East Asiatic Company, EAC) bei der Werft Burmeister & Wain in Kopenhagen. Nach Ablieferungsbeginn im September 1972 wurden beide in den ScanDutch Fernost-Dienst eingegliedert, den sie bis 1994 nicht verließen. 1984 wurden beide Schiffe in Ulsan bei der Hyundai-Mipo Werft um rund 15 Meter verlängert.
1993/94 veräußerte die EAC beide Schiffe an das US Military Sealift Command. Beide Schiffe wurden bis 1996 zu de Sealift-Schiffen Gilliland und Gordon umgebaut. Der Umbau der Selandia zur Gilliland (T-AKR-298) erfolgte bei der Werft Newport News Shipbuilding & Dry Dock, die Jutlandia wurde auf der Nassco Werft in San Diego zur Gordon (T-AKR 296).

## Technik
Das herausragendste Detail beider Schiffe war ihre Antriebsanlage, die sich aus drei an Steuerbord, Mittschiffs und Backbord angeordneten Burmeister & Wain-Dieselmotoren des Typs K84EF zusammensetzte. Beide Seitenmotoren hatten neun Zylinder und etwa 23.500 PS. Die Motoren konnten ein- oder ausgekuppelt werden und trieben direkt je einen Festpropeller mit 5,85 m Durchmesser an. Der mittlere Motor verfügte über eine Leistung von 28.000 PS, die er an einen Verstellpropeller mit 6,25 m Durchmesser abgab.
Das 8-Luken-Schiff konnte anfangs 2272 TEU transportieren und zeichnete sich durch Anschlüsse für Kühlcontainer aus. Nach der Verlängerung im Jahr 1984 erhöhte sich die Containerkapazität auf rund 2900 TEU.